# 1008
► | قرن 10  | << قرن 11  >> | قرن 12  | ◄ 

► | عقد 970  | عقد 980  | عقد 990  | << عقد 1000  >> | عقد 1010  | عقد 1020  | عقد 1030  | ◄

► | ► | 1004  | 1005  | 1006  | 1007  | << 1008  >> | 1009  | 1010  | 1011  | 1012  | ◄ | ◄
اضغط هنا لمعرفة اليوم الهجري الذي يطابق أول يوم في 1008  | اضغط هنا لمعرفة اليوم الهجري الذي يطابق أخر يوم في 1008  | ابحث عن مواضيع متعلقة بسنة 1008  الأحداث الجارية

## أحداث
- تأسيس مدينة أبي الجعد وتقع حاليا في المغرب.
- توحيد مملكة أبخازيا مع جورجيا.

## مواليد
- الأمير المعز بن باديس
- هنري الأول ملك فرنسا

## وفيات
- أبو نصر الكلاباذي
- جيفري الأول
- العالِم المسلم داود الأنطاكي
- الحاجب عبد الملك المظفر بالله
- الأديب البغدادي كاتب ابن حنزابة
- مينيدو غونزاليس